# هيلدوس بويندكستر
هيلدروس أوجستس بويندكستر (بالإنجليزية: Hildrus Augustus "Gus" Poindexter )‏ (10 مايو 1901 - 21 أبريل 1987),  كان عالم البكتيريا الذي درس أوبئة الأمراض الاستوائية.
كان بويندكستر ابنا لأحد المزارعين الذي كان يعمل في المناطق الريفية في ولاية تينيسي. التحق بجامعة لنكولن في عام 1924 ثم التحق مدرسة هوارد الطبية أين حصل على درجة الماجستير في عام 1929 ، واصل دراسته في جامعة كولومبيا ، حيث حصل على ماجستير في علم الأحياء الدقيقة في عام 1930 ، وشهادة الدكتوراه في علم الأحياء المجهرية والمناعة في عام 1932 ، وكما حصل أيضا على ماجستير في الصحة
العمومية من جامعة هارفارد في سنة 1936 ، أين أصبح رئيس كلية الطب في جامعة هوارد في نفس العام .

## اقرأ أيضا
- Kessler, J., Kidd, J. Kidd R. & Morin, K. (1996). Distinguished African American Scientists of the 20th Century. Phoenix, AZ: Oryx Press. pp. 275–280.